# Friedrich Döpke
Friedrich Döpke (* 1. Februar 1898 in Oldenburg; † 25. Juli 1966 ebenda) war ein deutscher Politiker (KPD).

## Leben
Nach dem Besuch der Volksschule begann Döpke eine Lehre als Kupferschmied. Er wurde 1915 Mitglied der Gewerkschaft und 1918 Mitglied der USPD. Döpke wurde 1922 Mitglied der KPD. 
Bis in das Jahr 1931 war er als Kupferschmied und Heizungsmonteur beschäftigt, dann wurde er hauptamtlicher Parteisekretär der KPD. 1933 wurde er aus politischen Gründen nach der Machtergreifung durch die Gestapo verhaftet. Er wurde in „Schutzhaft“ in einem KZ genommen und blieb bis Juli 1935 im Gefängnis. Zwischen 1935 und 1939 war er wiederum als Heizungsmonteur tätig und arbeitete in der Widerstandsbewegung. 1939 wurde er bis zum Ende des Zweiten Weltkrieges in den Kriegsdienst gestellt. Im Juli 1945 wurde er aus amerikanischer Kriegsgefangenschaft entlassen, in die er zum Ende des Krieges geraten war. 
Von 1927 bis 1933 war er Mitglied des Stadtrates in Oldenburg. Ferner wurde er 1945 Mitglied des ernannten Stadtrates in Oldenburg und stellvertretender Oberbürgermeister. Er war zudem Vorsitzender des Kreis-Sonderhilfsausschusses und Ratsherr der Stadt Oldenburg. Zwischen dem 30. Januar 1946 bis zum 6. November 1946 war er Mitglied des ernannten Oldenburgischen Landtages. Er wurde zum Sprecher der KPD-Landtagsfraktion gewählt. In der ersten Wahlperiode wurde er zum Mitglied des Niedersächsischen Landtages vom 10. März 1948 bis 30. April 1951 gewählt.